# Проблема разрешения
Проблема разрешения (нем. Entscheidungsproblem) — задача из области оснований математики, сформулированная Давидом Гильбертом в 1928 году: найти алгоритм, который бы принимал в качестве входных данных описание любой проблемы разрешимости (формального языка и математического утверждения «{\displaystyle S}» на этом языке) — и, после конечного числа шагов, останавливался бы и выдавал один из двух ответов: «Истина!» или «Ложь!», — в зависимости от того, истинно или ложно утверждение «{\displaystyle S}». Ответ не требует обоснований, но должен быть верным.
Такой алгоритм мог бы, к примеру, подтвердить гипотезу Гольдбаха и гипотезу Римана несмотря на то, что доказательства (и опровержения) пока неизвестны. Нерешаемость проблемы разрешения (неразрешимость множества истинных формул арифметики) для языка арифметики, содержащего «равенство», «сложение» и «умножение», является следствием неарифметичности этого множества. Неарифметичность является следствием теоремы Тарского «о невыразимости понятия истинности в языке средствами того же языка».
В 1936 году — Алонзо Чёрч и независимо от него Алан Тьюринг опубликовали работы, в которых показали, что не существует алгоритма для определения истинности утверждений арифметики, а поэтому и более общая проблема разрешения также не имеет решения. Этот результат получил название: «теорема Чёрча — Тьюринга».